# 松本凌人
松本 凌人（まつもと りょうと、2001年12月5日 - ）は、大阪府四條畷市出身のプロ野球選手（投手）。右投右打。横浜DeNAベイスターズ所属。

## 経歴

### プロ入り前
父親は元競輪選手の松本久（ひさし。67期、2012年引退）。兄弟は兄がいる。
神戸国際大学附属高等学校に進学後、1年冬にかつて東京ヤクルトスワローズで活躍した林昌勇を参考にサイドスローへ転向した。3年夏の兵庫大会では、決勝で中森俊介、水上桂、来田涼斗らを擁する明石商業と対戦。先発して8回まで無失点に抑えたが、1点リードの9回にピンチを招いて降板し、救援が打たれて逆転負けを喫した。
高校卒業後は名城大学へ進学。2年春の全日本大学野球選手権大会では、沖縄大学との初戦で仲地礼亜と投げ合い完封勝利した。4年春は新たな球種シンカーを習得する過程で不調に陥ったが、同年秋は復活し、リーグ優勝に貢献した。
2023年10月26日に開催されたドラフト会議にて、横浜DeNAベイスターズから2位指名を受けた。チームメイトの岩井俊介も同じく2位で福岡ソフトバンクホークスから指名された。11月18日に契約金7000万円、年俸1200万円で入団に合意した（金額は推定）。背番号は34。

### DeNA時代
2024年は、中継ぎ投手として開幕一軍入りを果たし、4月3日の阪神タイガース戦（京セラドーム大阪）で、3点ビハインドの8回一死一・二塁の場面でプロ初登板を迎え、シェルドン・ノイジーを右飛、梅野隆太郎を空振り三振に抑えた。8試合目の登板となった4月28日の読売ジャイアンツ戦（横浜スタジアム）で1回2失点を喫してからは登板機会がなく、5月6日に登録を抹消された。抹消後、二軍戦15試合に登板して防御率1.50の成績を残すと、7月4日に再度出場選手登録された。しかし、一軍復帰後2試合目の登板となる13日の巨人戦（東京ドーム）で、1点ビハインドの場面で2番手として登板するも無死満塁のピンチを招いて1回を投げ切れずに4失点を喫し、翌日に登録を抹消された。その後の一軍昇格は無かった。

## 選手としての特徴
大学時代は、ノーワインドアップから打者に背を向けるトルネードでタメをつくり、角度ある直球を投げ込む変則サイドスロー。球種は最速153km/hのストレートに加え、スライダー、カットボール、スプリット、シンカー、カーブと多彩な変化球を操る。

## 詳細情報

### 年度別投手成績
| 年 度     | 球 団     | 登 板 | 先 発 | 完 投 | 完 封 | 無 四 球 | 勝 利 | 敗 戦 | セ 丨 ブ | ホ 丨 ル ド | 勝 率 | 打 者 | 投 球 回 | 被 安 打 | 被 本 塁 打 | 与 四 球 | 敬 遠 | 与 死 球 | 奪 三 振 | 暴 投 | ボ 丨 ク | 失 点 | 自 責 点 | 防 御 率 | W H I P |
| --------- | --------- | ----- | ----- | ----- | ----- | -------- | ----- | ----- | -------- | ----------- | ----- | ----- | -------- | -------- | ----------- | -------- | ----- | -------- | -------- | ----- | -------- | ----- | -------- | -------- | ------- |
| 2024      | DeNA      | 10    | 0     | 0     | 0     | 0        | 0     | 0     | 0        | 1           | ----  | 50    | 10.2     | 10       | 0           | 6        | 1     | 2        | 3        | 0     | 0        | 7     | 7        | 5.91     | 1.50    |
| 通算：1年 | 通算：1年 | 10    | 0     | 0     | 0     | 0        | 0     | 0     | 0        | 1           | ----  | 50    | 10.2     | 10       | 0           | 6        | 1     | 2        | 3        | 0     | 0        | 7     | 7        | 5.91     | 1.50    |

- 2024年度シーズン終了時

### 年度別守備成績
| 年 度 | 球 団 | 投手  | 投手  | 投手  | 投手  | 投手  | 投手     |
| 年 度 | 球 団 | 試 合 | 刺 殺 | 補 殺 | 失 策 | 併 殺 | 守 備 率 |
| ----- | ----- | ----- | ----- | ----- | ----- | ----- | -------- |
| 2024  | DeNA  | 10    | 2     | 2     | 0     | 0     | 1.000    |
| 通算  | 通算  | 10    | 2     | 2     | 0     | 0     | 1.000    |

- 2024年度シーズン終了時

### 記録
初記録
投手記録
- 初登板：2024年4月3日、対阪神タイガース2回戦（京セラドーム大阪）、8回裏に4番手で救援登板・完了、2/3回無失点
- 初奪三振：同上、8回裏に梅野隆太郎から空振り三振
- 初ホールド：2024年4月23日、対阪神タイガース4回戦（横浜スタジアム）、11回表に7番手で救援登板、2/3回無失点

### 背番号
- 34（2024年 - ）